# Közönséges mirtusz
A közönséges mirtusz (Myrtus communis) a mirtuszvirágúak (Myrtales) rendjébe és a mirtuszfélék (Myrtaceae) családjába tartozó névadó faja.

## Elterjedése, élőhelye
A Földközi-tenger vidékéről származik, de már az ókorban többfelé termesztették – a mintegy háromezer év alatt számos változata. A kiirtott keménylombú erdők helyén felnövekvő macchia bozót egyik legjellegzetesebb növénye. Mára a világ gyakorlatilag minden, mediterrán éghajlatú vidékén megtalálható, és túl is terjedt azok határain.

## Megjelenése
Nagy, örökzöld, dúsan elágazó, sűrű lombú fa vagy cserje. Természetes élőhelyén 5–7 méterre, dézsában gondozva mintegy méteresre nőhet meg. Fényes, sötétzöld levelei átellenesen állnak; rajtuk nemcsak középér, de a levél két szélén egy-egy fejlettebb oldalér is megfigyelhető.
Krémfehér (ritkábban piros), mintegy 1,5 cm átmérőjű, illatos virágai magányosak vagy 3–7 virágú állernyőbe csoportosulnak a levél tövében. A virágokat a hosszan kinyúló porzók teszik különlegessé. A virágbimbók gömbölyűek.
Termése (valójában áltermés) sötét, kékeslila, egy- vagy sokmagvú, gömbölyű, borsónyi méretű bogyó, aminek tetejét a kehely koronázza. A tömegesen termő bogyók a növényt a virágzás után is igen látványossá teszik, ezért a közönséges mirtuszt sokfelé dísznövénynek ültetik.

## Életmódja
Nyáron meleget, sok napsütést és lehetőleg nedves talajt igényel. Igen rossz, sziklás talajon is megél. Mérsékelten fagytűrő; a száraz hideget nem viseli el. Vegetatívan (a virágzó ágak végéről szedett dugvánnyal) jól szaporítható.

## A mitológiában és a népszokásokban
Gyakorlatilag valamennyi, a mirtuszokról elterjedt hiedelem tárgya a Mediterráneumban a többi mirtuszfajnál sokkal gyakoribb közönséges mirtusz volt.

## Illóolaja
Nemcsak virága és termése, de levele is sok (0,1–0,5%) illóolajat tartalmaz, amit vízgőzzel desztillálva, üzemszerűen vonnak ki belőle. A mirtuszolajat felhasználják az élelmiszeriparban, az illatszeriparban, a gyógyászatban, illetve a hagyományos orvoslásban is.

## Felhasználása
Bogyóiból lekvárt, illetve szeszt főznek: a mirtuszlikőrnek piros és fehér változata is van. Az édeskés, de egyúttal csípős ízű bogyókat egyes vidékeken a borsot helyettesítő fűszernek használták.
Már az ókorban ismert gyógynövény volt; a Biblia is ekként említi. Ismert gyomorerősítő, az emésztést segítő, valamint vérzéscsillapító, az ereket összehúzó hatása. Olaját főleg az aromaterápiában használják (hörghurut kezelésére); emellett parfümök alapanyaga is.
Magyarországon levele és olaja is gyógyhatású készítményként forgalmazható.

## Képek

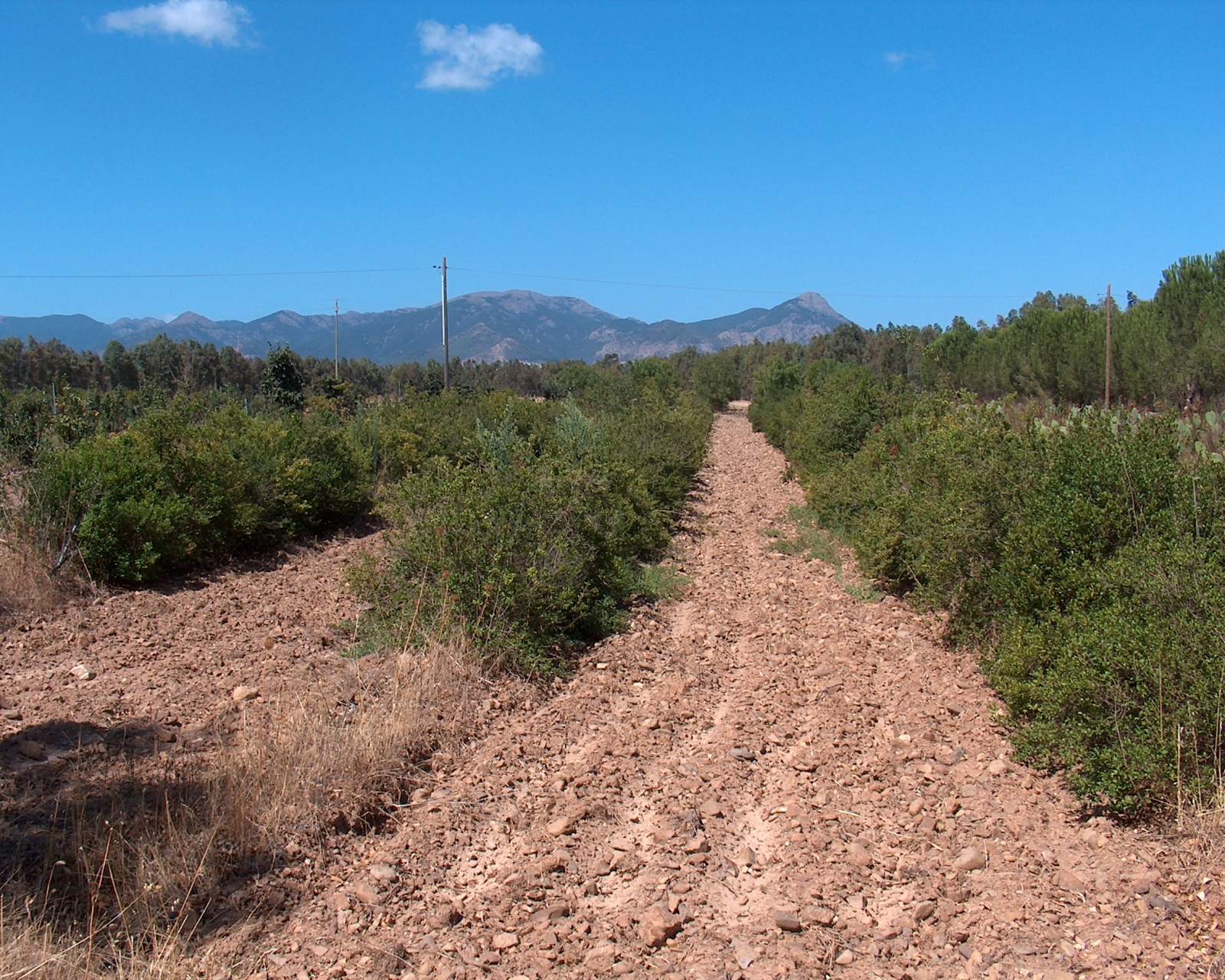
A Cettolini Mezőgazdasági és Környezettudományi Kutatóintézet mirtuszültetvénye (Szardínia, Cagliari)
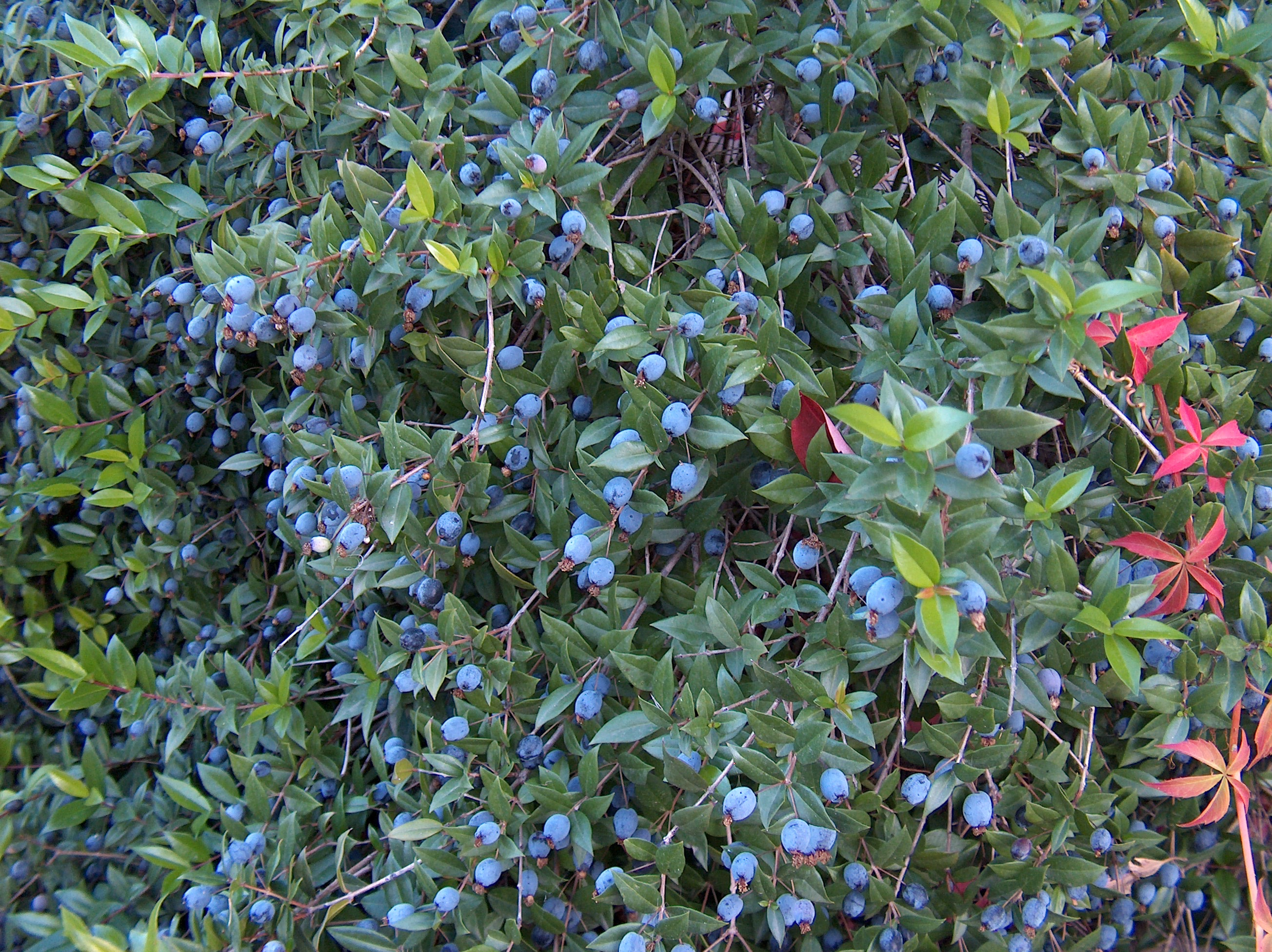
A mirtusz érett termései
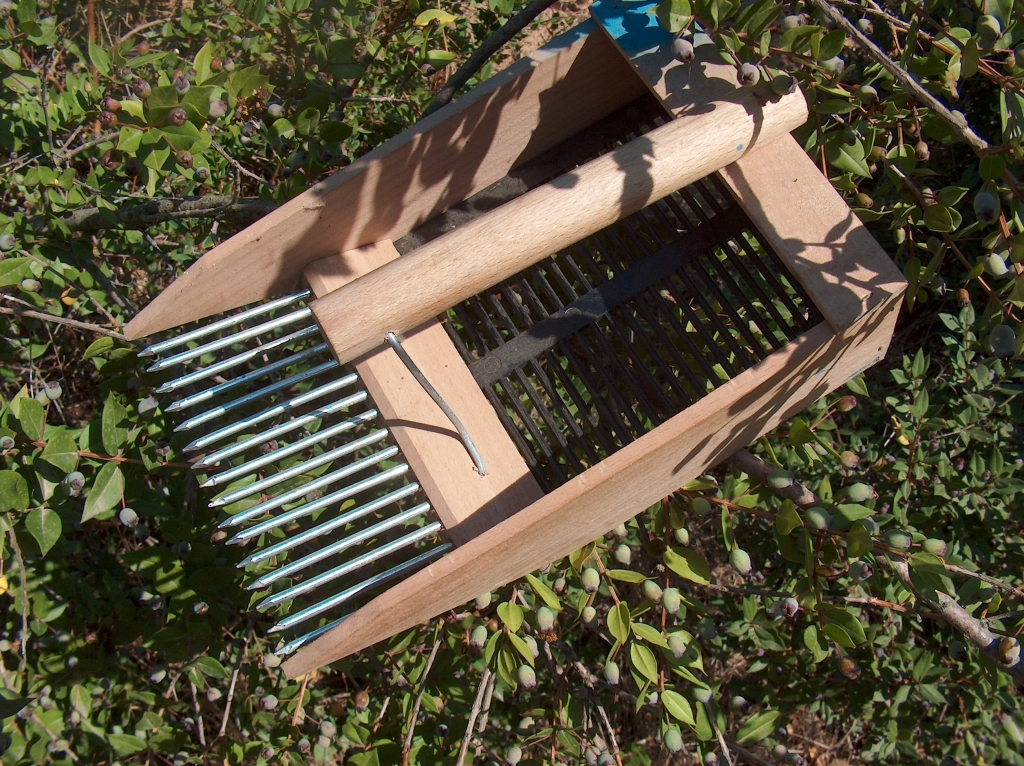
Ilyen eszközökkel szüretelik a mirtuszt
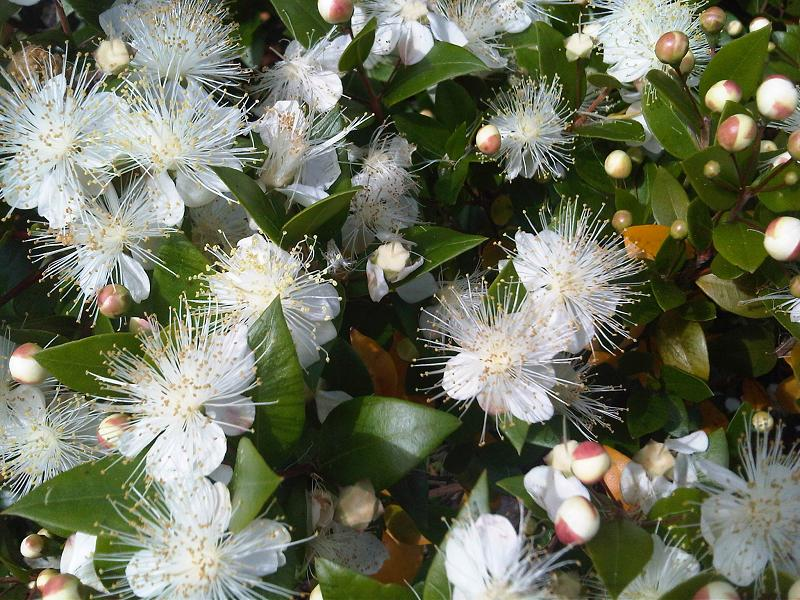
Közönséges mirtusz virágok a Kew Gardens-ban